# Lynx issiodorensis
Lynx issiodorensis (рись іссуарська) — вимерлий вид хижих ссавців з родини котових (Felidae), який мешкав у Європі та Північній Америці в епоху плейстоцену, і, можливо, виник в Африці наприкінці пліоцену. Назва виду стосується французького міста Іссуар, де були вперше виявлені рештки Lynx issiodorensis поблизу гори Пер'є на початку XIX століття. Як правило, L. issiodorensis вважається предком всіх чотирьох сучасних видів рисі.

## Фізичні характеристики
Його скелет нагадує сучасних рисей, але вид мав коротші та кремезніші кінцівки, більшу голову і довшу шию. У результаті, L. issiodorensis більше нагадував типових членів роду Felis, ніж його нащадки. Морда витягнута з більш дрібними зубами, яких було 28. Висота в холці становила ~60 см.

## Поширення
Найдавніші скам'янілості датуються Віллафранкським ярусом. Діапазон поширення був дуже широкий. Іхнофосилії були виявлені в Південній Африці (датовано 4 млн років тому), Північній Америці (2,6 млн років тому), Євразії (3,5 млн років тому). L. issiodorensis жили до часу приблизно 500 000 років тому.
Жила ця рись, зокрема, і в Криму 1,8—1,5 млн років тому.